# Prix Ritz-Paris-Hemingway
Le prix Ritz-Paris-Hemingway est un prix littéraire qui récompense le meilleur roman international publié en anglais. Il a été créé par le Ritz, et est accompagné d'une dotation de 50 000 dollars américains. Il a été dirigé par Pierre Salinger.

## Lauréats
- 1985 : La Guerre de la fin du monde, de Mario Vargas Llosa
- 1986 : L'Amant, de Marguerite Duras
- 1987 : Rappel à Memphis, de Peter Taylor